# Alfred von Gutschmid

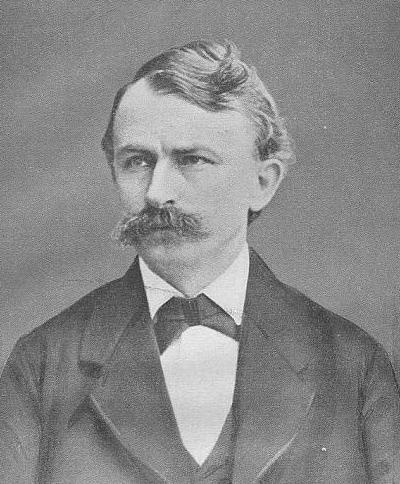
Alfred von Gutschmid

Hermann Alfred Freiherr von Gutschmid (* 1. Juli 1831 in Loschwitz; † 2. März 1887 in Tübingen) war ein deutscher Historiker und Orientalist.

## Leben
Hermann Alfred Freiherr von Gutschmid entstammte dem 1770 durch Kaiser Joseph in den erblichen Reichsfreiherrenstand erhobenen Adelsgeschlecht von Gutschmid. Er war der Sohn des Hermann Otto Theodor Freiherr von Gutschmid (* 22. März 1800; † 10. Februar 1836) und seiner Ehefrau Luise Wilhelmine Freiin von Gutschmid (* 1797; † 1848). Luise Wilhelmine Freiin von Gutschmid, Tochter von Gottlieb August Freiherr von Gutschmid, war die Cousine ihres Ehemannes.
Alfred von Gutschmid besuchte in Dresden die Kreuzschule und studierte anschließend ab 1848 an der Universität Leipzig Philologie und Geschichte. 1851 wechselte er für zwei Semester an die Rheinische Friedrich-Wilhelms-Universität Bonn. Zu den akademischen Lehrern von Gutschmids gehörten bedeutende Forscherpersönlichkeiten seiner Zeit, darunter Theodor Mommsen, Moriz Haupt und Otto Jahn sowie Christian Lassen, Friedrich Ritschl und Friedrich Christoph Dahlmann in Bonn. 1854 wurde an der Leipziger Universität mit einer Dissertation De rerum aegyptiacarum scriptoribus graecis ante Alexandrum Magnum in Abwesenheit promoviert.
1863 wurde er als Nachfolger von Georg Waitz, der bereits 1848 nach Göttingen gewechselt war, an die Universität Kiel berufen. Dort war er zunächst außerordentlicher Professor für ältere Geschichte und wurde 1866 zum ordentlichen Professor für Alte Geschichte ernannt. Damit war er der erste Professor in Kiel mit einem explizit althistorisch ausgerichteten Lehrstuhl; zu seinen dortigen Schülern gehörten Erwin Rohde, Benedikt Niese und Victor Gardthausen. 1873 folgte er einem Ruf an die Universität Königsberg, 1876 wechselte er als Professor für Klassische Archäologie an die Universität Jena und 1877 wurde er an die Universität Tübingen berufen. Dort gehörten Julius Kaerst und Ulrich Wilcken zu seinen Schülern. Berufungen auf Lehrstühle an der Universität Göttingen und der Universität Straßburg lehnte er ab. In Tübingen starb von Gutschmid 1887.
Von Gutschmid war bereits seit 1861 Mitglied der Sächsischen Akademie der Wissenschaften. 1878 wurde er als korrespondierendes Mitglied in die Russische Akademie der Wissenschaften aufgenommen. Gutschmid hat sich namentlich der Geschichte des vorgriechischen und des hellenistischen Orients sowie der alten Chronologie und Annalistik zugewendet.
Hermann Alfred Freiherr von Gutschmid heiratete 1857 in Dresden Constanze von Gutschmid (geb. Becker; * 1834; † 1904). Der Ehe entstammen ein Sohn und fünf Töchter.

## Schriften (Auswahl)
- Über die Fragmente des Pompejus Trogus und die Glaubwürdigkeit ihrer Gewährsmänner. In: Neue Jahrbücher für Philologie und Pädagogik. Abteilung 1: Jahrbücher für classische Philologie. Supplementband 2, 1856/1857, ZDB-ID 220564-6, S. 180–282.
- Kritik der polnischen Urgeschichte des Vincentius Kadłubek. In: Archiv für Kunde österreichischer Geschichts-Quellen. Band 17, 1857, S. 295–326 (Digitalisat).
- Beiträge zur Geschichte des alten Orients. Zur Würdigung von Bunsen’s ‘Aegypten’ Band IV und V. Leipzig, Teubner 1858 (Digitalisat).
- Die Apokalypse des Esra und ihre späteren Bearbeitungen. In: Zeitschrift für wissenschaftliche Theologie. Band 3, ISSN 1863-1592, 1860, S. 1–81 (Digitalisat).
- Die Nabatäische Landwirthschaft und ihre Geschwister. In: Zeitschrift der Deutschen Morgenländischen Gesellschaft. Band 15, 1861, S. 1–110 (Digitalisat).
- Die makedonische Anagraphe. In: Symbola philologorum Bonnensium in honorem Friderici Ritschelii collecta. Band 1. Teubner, Leipzig 1864, S. 101–134 (Digitalisat).
- Neue Beiträge zur Geschichte des alten Orients. Die Assyriologie in Deutschland. Teubner, Leipzig 1876 (Digitalisat).
- Über die Glaubwürdigkeit der armenischen Geschichte des Moses von Khorene. In: Berichte der Königlich Sächsischen Gesellschaft der Wissenschaften, Philologisch-historische Klasse. Jahrgang 1876, S. 1–43.
- Untersuchungen über die Geschichte des Königreichs Osroëne (= Mémoires de l’Académie Impériale des Sciences de Saint-Pétersbourg. Reihe VII, Band 35, Nummer 1). Eggers u. a., St. Petersburg u. a. 1887 (Digitalisat).
- Geschichte Irans und seiner Nachbarländer von Alexander dem Großen bis zum Untergang der Arsaciden. Herausgegeben von Theodor Nöldeke. Laupp, Tübingen 1888 (Nachdruck: Akad. Druck- und Verlags-Anstalt, Graz 1973, ISBN 3-201-00863-X).
- Kleine Schriften. Herausgegeben von Franz Rühl. 5 Bände, Teubner, Leipzig 1889–1894.